# Belas, Angola
Belas är en município i provinsen Luanda i Angola. Den hade 1 065 106 invånare år 2014.